# 朗通 (维埃纳省)
朗通（法語：Ranton，法語發音：[ʁɑ̃tɔ̃]）是法国新阿基坦大区维埃纳省的一个市镇，位于该省西北部，属于沙泰勒罗区。

## 地理
朗通（47°0'0"N, 0°1'43"W）面积6.07 平方千米，位于法国新阿基坦大区维埃纳省，该省份为法国中西部省份，北起曼恩-卢瓦尔省和安德尔-卢瓦尔省，西接德塞夫勒省，南至夏朗德省，东南接上维埃纳省，东临安德尔省。
与朗通接壤的市镇（或旧市镇、城区）包括：格莱努兹、迪沃河畔屈尔赛、圣朗。

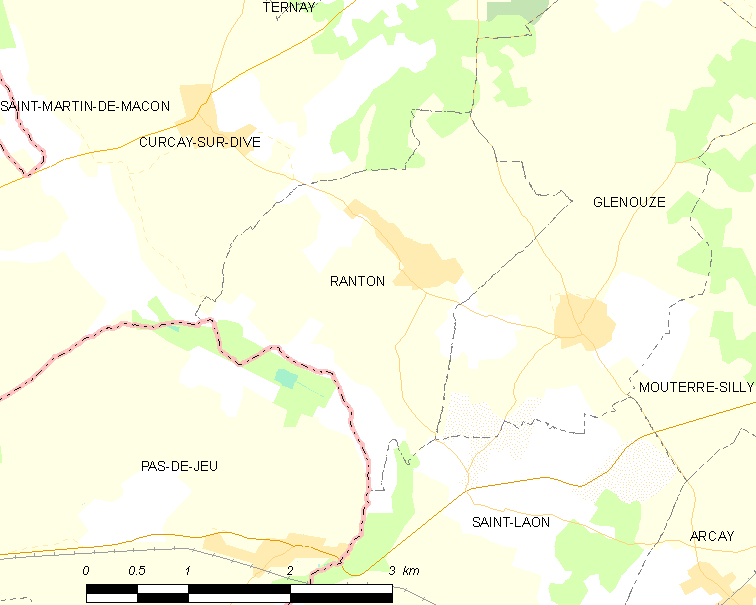
的OSM定位图

朗通的时区为UTC+01:00、UTC+02:00（夏令时）。

## 行政
朗通的邮政编码为86200，INSEE市镇编码为86205。

## 政治
朗通所属的省级选区为卢丹县。

## 人口

1962-2008年间人口变化图示

朗通于2022年1月1日时的人口数量为204人。